# Evangelische Kirche (Oberbeisheim)

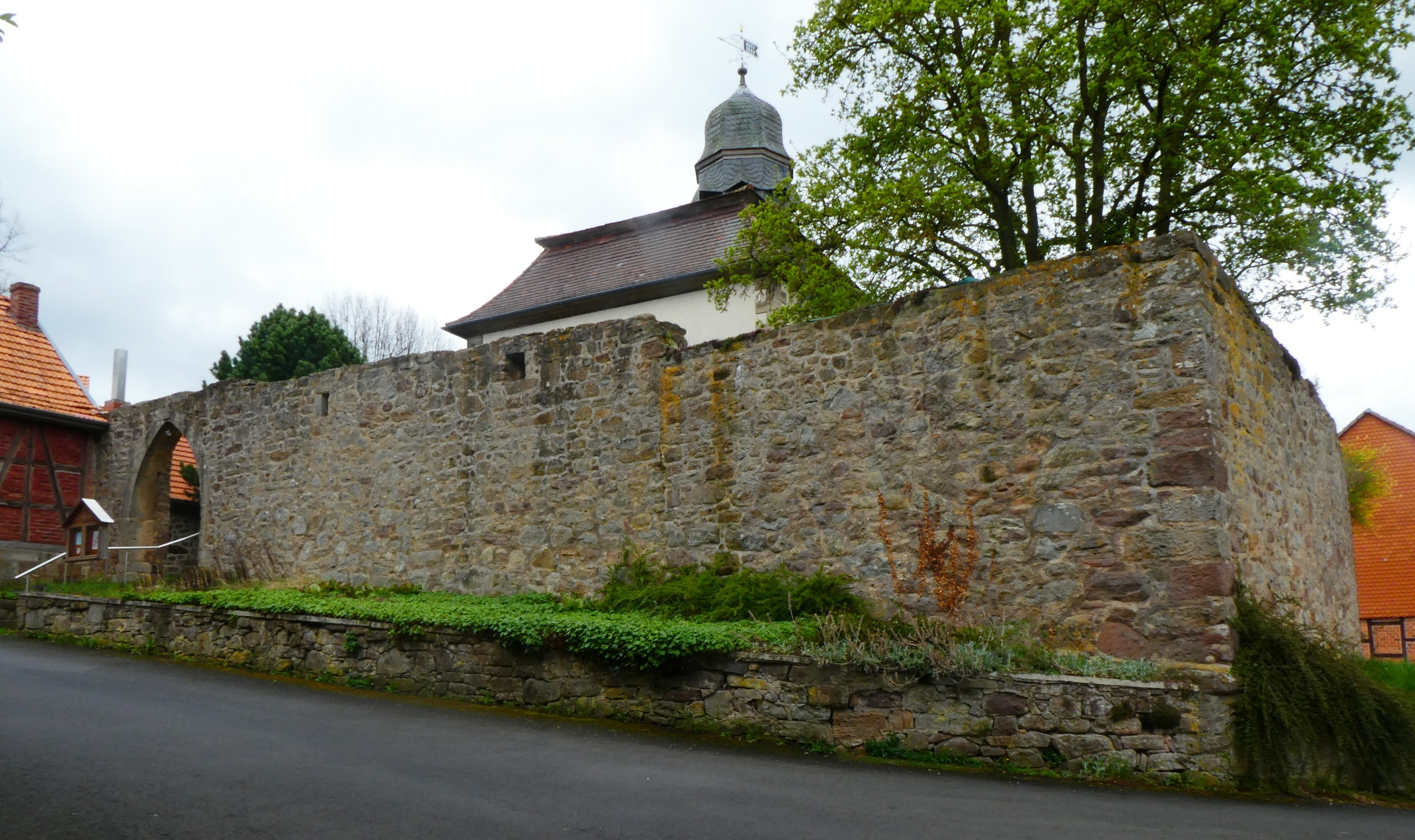
Evangelische Kirche in Oberbeisheim, hinter der mittelalterlichen Wehrmauer (Ansicht von Südwesten, 2025)

Die evangelische Kirche Oberbeisheim ist ein denkmalgeschütztes Kirchengebäude im Ortsteil Oberbeisheim der Gemeinde Knüllwald im Schwalm-Eder-Kreis in Hessen. Die Kirche gehört zur Kirchengemeinde Knüllwald 1 im Kirchenkreis Schwalm-Eder im Sprengel Marburg der Evangelischen Kirche von Kurhessen-Waldeck.

## Geschichte und Architektur
Die Kirche befindet sich innerhalb eines „vorzüglich erhaltenen“ Wehrkirchhofs des 14. Jahrhunderts mit hoher Ringmauer und Spitzbogenportal.

Der Barockbau ist eine 1720 bis 1725 errichtete Saalkirche an der Stelle eines mittelalterlichen Vorgängerbaus. Die den Baubeginn markierende Inschriftentafel über dem Westportal berichtet u. a. davon, dass die Erbauung in die Regierungszeit des Landgrafen Karl (1677–1730), eines bedeutenden Förderers von Kunst und Kultur in der Landgrafschaft Hessen-Kassel, fiel. Die Inschrift lautet:
ANNO 1720 / DIVUM HOC TEMPLUM SUB GLORIOSO / HASSIAE LANDGRAVY.DOM.CAROLI R(E)GIMI. / NE NEC NON PASTORALIBY M STUBENRAUCHY / ET I.H. FLEISCHHUTY CURA ET STUDIO CIVILIUM / HUIUS LOCI FUNDITUM ET EXTRUC / TUM QUOD S.S. NUMEN PERPE / TIM CONSERVET
Die Kirche auf rechteckigem Grundriss zeigt nach außen schlichte Putzfassaden mit Eckquaderungen von regelmäßigem Kurz- und Langwerk sowie hohen Segmentbogenfenstern. Auffällig ist das mächtige, über die Mauern des Wehrkirchhofs aufragende, schiefergedeckte Mansarddach. Auf dessen Mitte sitzt ein Dachreiter mit Welscher Haube und Klangarkaden, die oiginellerweise von nach unten gerichteten Öffnungen verdeckt sind.

Die den Dachreiter bekrönende, moderne Wetterfahne zeigt zwei Jahreszahlen, die den Baubeginn der Barockkirche (1720) und die letzte große Renovierung (1992) anzeigen. Die weiteren verschlüsselten Daten „1.PA.B.55“ verweisen auf das Wetterfahnengeschenk von 1992, das die Oberbeisheimer Patenschaftsmilitäreinheit der 1. Batterie des Panzerartilleriebataillons 55 in Homberg (Efze) gestiftet hatte.

Bildergalerie
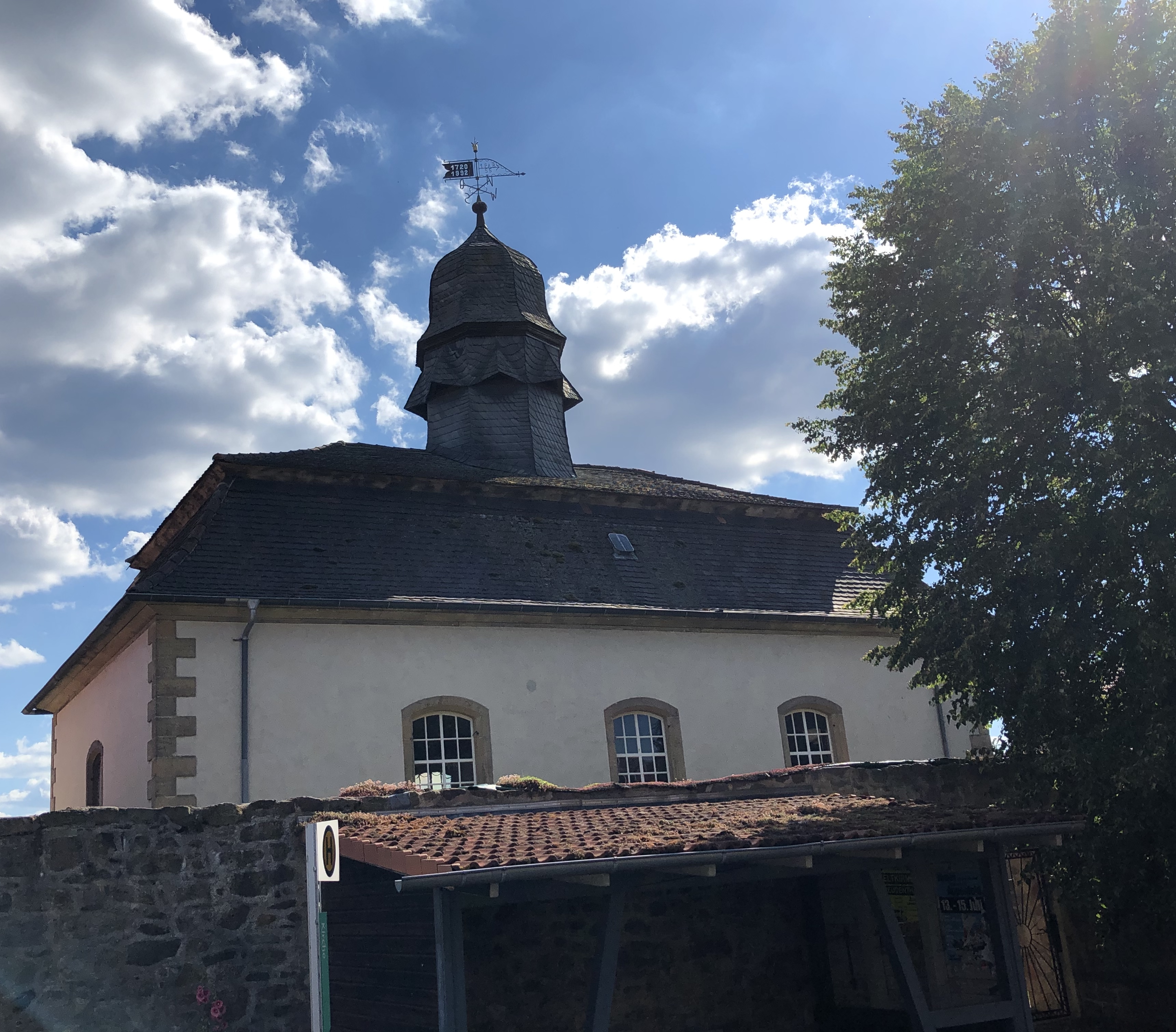
Ansicht von Norden, Kirche hinter Wehrmauer und Bushaltestelle
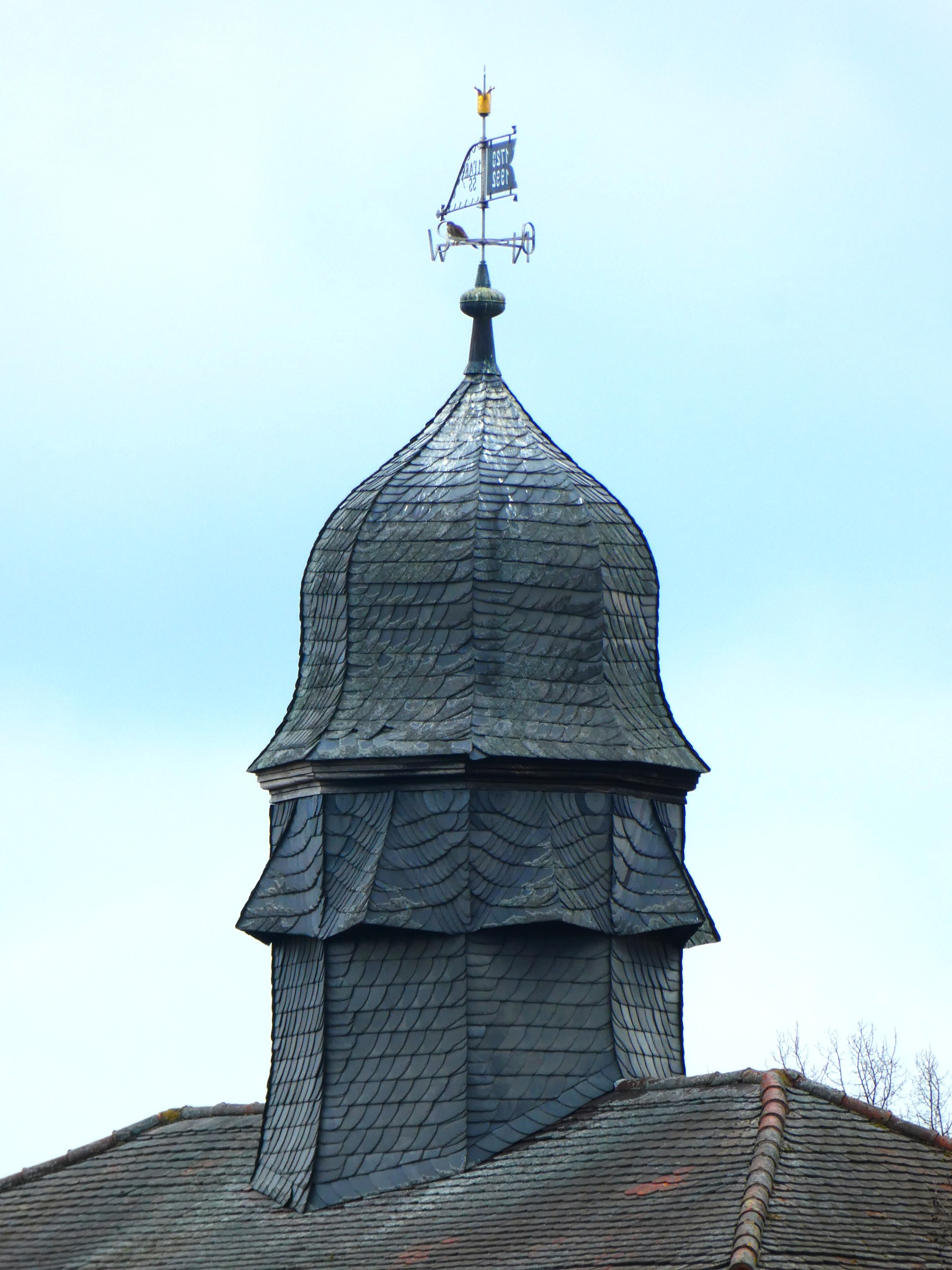
Dachreiter mit Welscher Haube und Schallluken
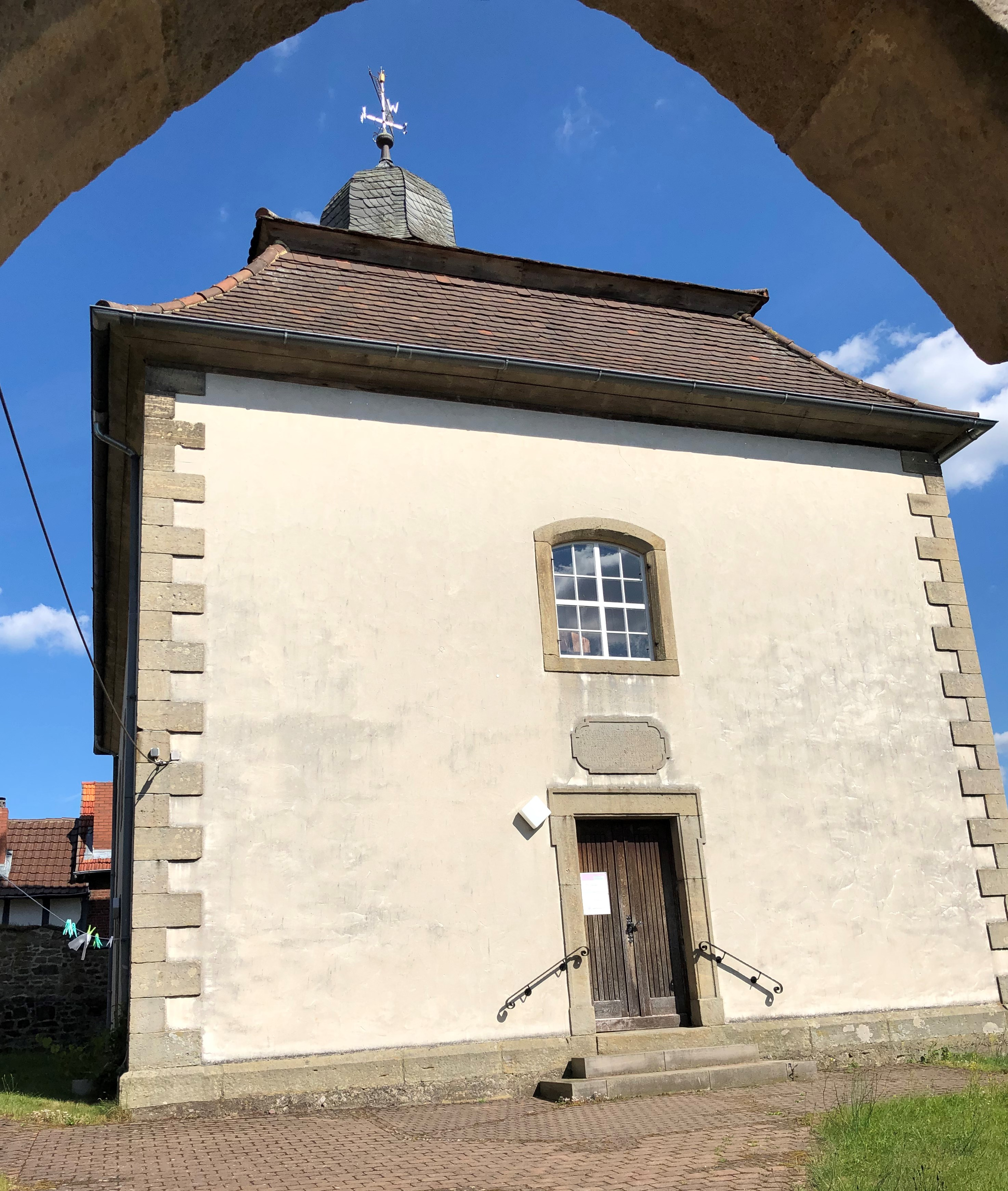
Westfassade mit Haupteingang
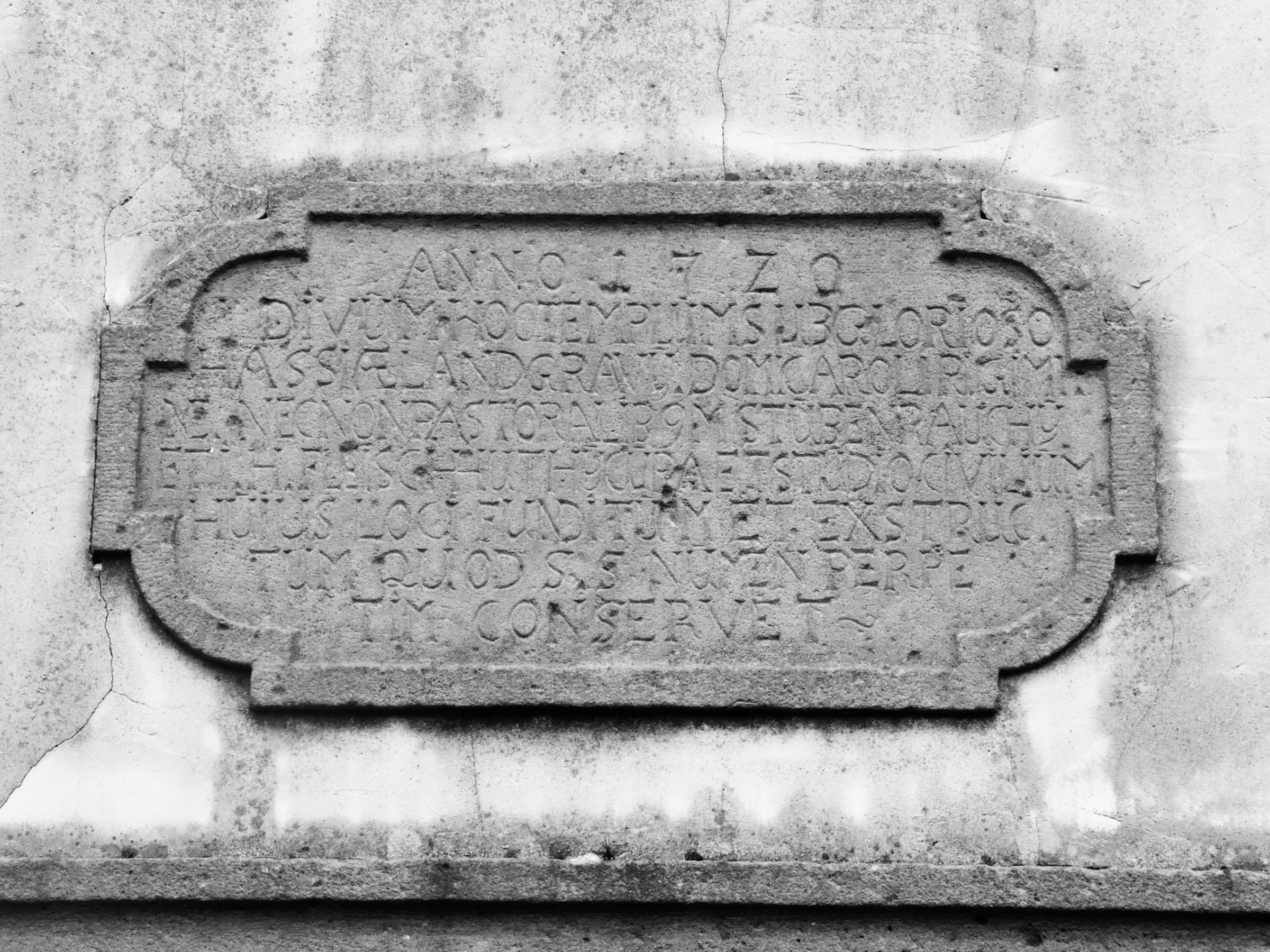
Inschriftentafel über dem Haupteingang
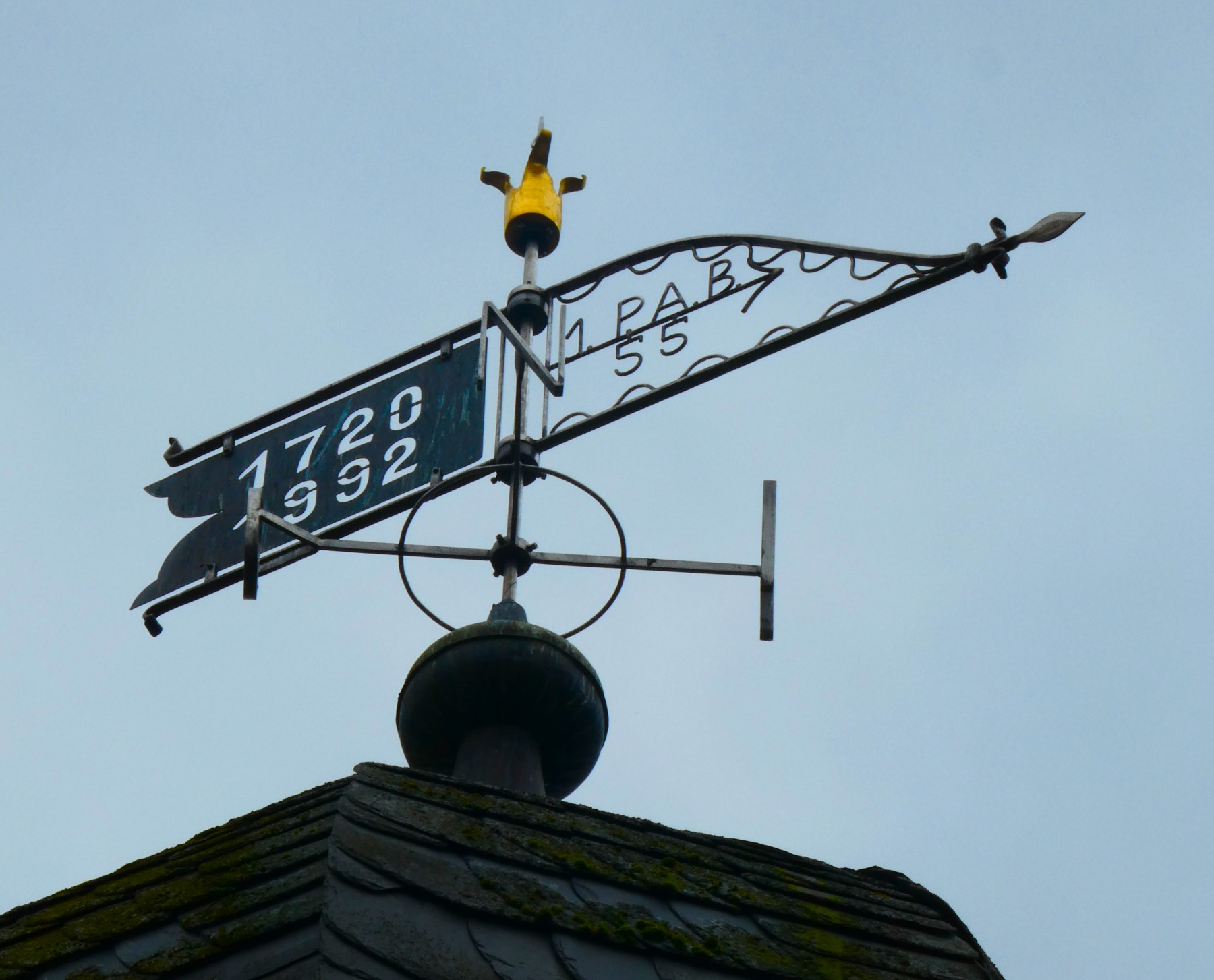
Wetterfahne von 1992

## Ausstattung
Der Innenraum ist mit einer Spiegeldecke überspannt, die mit Stuck gerahmt ist.
Die Kirchenausstattung ist schlicht und mit zahlreichen Sitzplätzen einschließlich Empore auf Kanzel, Altar und Taufstein ausgerichtet. Predigt, Abendmahl, Taufe und Gesang stehen damit sinnbildlich im Mittelpunkt des Gottesdienstes und des Kirchenlebens.
Die Orgel stammt vom Anfang des 19. Jahrhunderts. Der Taufstein ist vermutlich noch aus von der vormaligen Wehrkirche. Obwohl die Kirche kein klassisches Beispiel für den sogenannten osthessischen Bauernbarock abgibt, war sie früher reichhaltiger ausgeschmückt. So waren links und rechts des Alters zwei große Engelsfiguren an die Wand gemalt. Ein Blickfang ist das bunte bleiverglaste Fenster, das Anfang der 2000er-Jahre eingesetzt wurde.